# Herbétet
L'Herbétet (pronuncia fr. ɛʁbetɛ) (3.778 m s.l.m.) è una montagna del massiccio del Gran Paradiso, che si trova a nord del Gran Paradiso, lungo lo spartiacque tra la Val di Cogne e la Valsavarenche.

## Descrizione

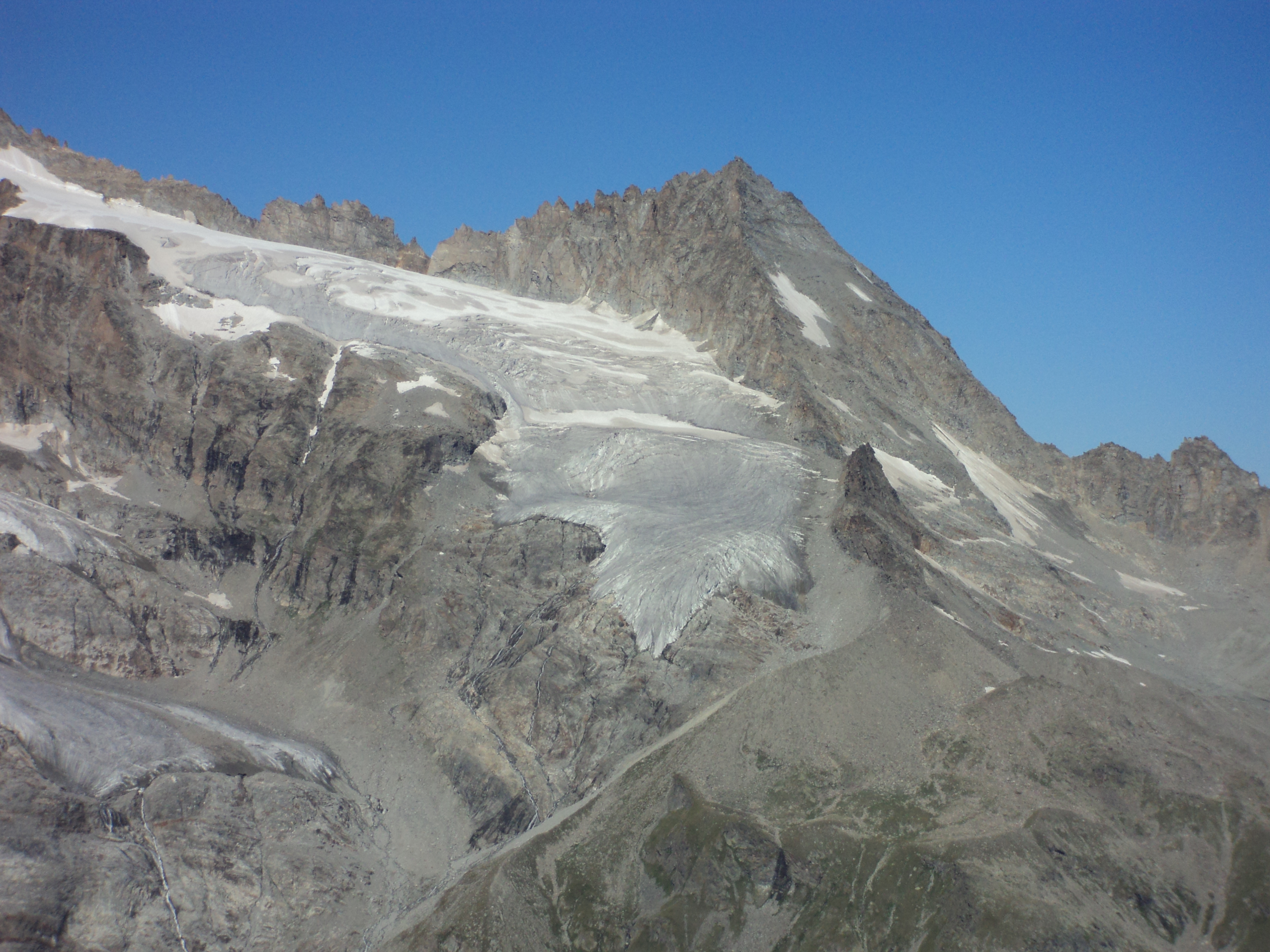
La montagna vista salendo al bivacco del Money. Sul suo fianco si appoggia il ghiacciaio del Tzasset.

Il suo versante nord (parzialmente ricoperto da quello che rimane del ghiacciaio dell'Herbétet), perfettamente piramidale, non è visibile dal basso da nessuna valle laterale (val di Cogne o Valsavarenche). Lo si può però ammirare in tutta la sua imponenza dalla vetta della Gran Serra (3.552 m) oppure dalla vetta della Grivola (3.969 m).
Il versante nord-ovest precipita a picco per quasi cinquecento metri sul ghiacciaio del Grand Neyron, mentre il versante S-O scende sul Ghiacciaio di Montandayné.
Il versante sud è la cresta che lo collega al Gran Paradiso attraverso il col Bonney (3587 m), la Punta Budden (3.683 m), la finestra di Tzasset (3.638 m), la Becca di Montandayné (3.838 m), il colle di Montandayné (3.723 m) e il Piccolo Paradiso (3.926 m).
Il versante sud-est, visto dal ghiacciaio del Tzasset, ricorda vagamente gli affilati piloni (anche se più brevi) del versante est del mont Blanc du Tacul nel massiccio del Monte Bianco.

## Rifugi
La vetta è raggiungibile a partire dai rifugi:
- Rifugio Vittorio Emanuele II - 2.732 m
- Rifugio Federico Chabod - 2.750 m